# العلاقات المالديفية الإسبانية
العلاقات المالديفية الإسبانية هي العلاقات الثنائية التي تجمع بين المالديف وإسبانيا.

## مقارنة بين البلدين
هذه مقارنة عامة ومرجعية للدولتين:
| وجه المقارنة                                              | المالديف       | إسبانيا                                                                             |
| --------------------------------------------------------- | -------------- | ----------------------------------------------------------------------------------- |
| المساحة (كم2)                                             | 298            | 505.99 ألف                                                                          |
| عدد السكان (نسمة)                                         | 436.33 ألف     | 46.73 مليون                                                                         |
| الكثافة السكانية (ن./كم²)                                 | 146.42 ألف     | 92.35                                                                               |
| العاصمة                                                   | ماليه          | مدريد                                                                               |
| اللغة الرسمية                                             | اللغة الديفهي  | اللغة الإسبانية، اللغة الغاليسية، لغة بشكنشية، اللغة الكتالونية، اللغة الأوكسيتانية |
| العملة                                                    | روفيه مالديفية | يورو، بيزيتا إسبانية                                                                |
| الناتج المحلي الإجمالي (بليون دولار)                      | 4.60 مليار     | 1.31 تريليون                                                                        |
| الناتج المحلي الإجمالي (تعادل القوة الشرائية) بليون دولار | 5.23 مليار     | 1.77 تريليون                                                                        |
| الناتج المحلي الإجمالي الاسمي للفرد دولار أمريكي          | 8.39 ألف       | 28.16 ألف                                                                           |
| الناتج المحلي الإجمالي للفرد دولار أمريكي                 | 12.53 ألف      | 38.00 ألف                                                                           |
| مؤشر التنمية البشرية                                      | 0.706          | 0.876                                                                               |
| رمز المكالمات الدولي                                      | +960           | +34                                                                                 |
| رمز الإنترنت                                              | .mv            | .es                                                                                 |
| المنطقة الزمنية                                           | ت ع م+05:00    | ت ع م+01:00، ت ع م+02:00                                                            |

## منظمات دولية مشتركة
يشترك البلدان في عضوية مجموعة من المنظمات الدولية، منها:
| علم المنظمة | اسم المنظمة                        | تاريخ انضمام المالديف | تاريخ انضمام إسبانيا |
| ----------- | ---------------------------------- | --------------------- | -------------------- |
|             | بنك التنمية الآسيوي                | 1978                  | 1986                 |
|             | مؤسسة التنمية الدولية              | 13 يناير 1978         | 18 أكتوبر 1960       |
|             | يونسكو                             | 18 يوليو 1980         | 30 يناير 1953        |
|             | وكالة ضمان الاستثمار متعدد الأطراف | 19 مايو 2005          | 29 أبريل 1988        |
|             | الأمم المتحدة                      | 21 سبتمبر 1965        | 14 ديسمبر 1955       |
|             | الاتحاد البريدي العالمي            | ?                     | ?                    |
|             | البنك الدولي للإنشاء والتعمير      | 13 يناير 1978         | 15 سبتمبر 1958       |
|             | الاتحاد الدولي للاتصالات           | 28 فبراير 1967        | 1866                 |
|             | منظمة حظر الأسلحة الكيميائية       | ?                     | ?                    |
|             | مؤسسة التمويل الدولية              | 2 فبراير 1983         | 24 مارس 1960         |
|             | منظمة التجارة العالمية             | ?                     | ?                    |
|             | منظمة الشرطة الجنائية الدولية      | ?                     | ?                    |

## وصلات خارجية
- موقع وزارة الخارجية المالديفية
- موقع وزارة الخارجية الإسبانية